# 椎名豪
椎名 豪（しいな ごう、1974年5月16日 - ）は、日本の作曲家。埼玉県八潮市出身。本名は椎名豪（しいな まさる）だが、読みやすさを考慮し活動上は椎名豪（しいな ごう）としている。

## 略歴
実家はエレクトーン教室を開いており、自身も幼少時代にエレクトーンを習っていたが、積極的に音楽活動をしているわけではなかった。学生時代にはバンドを組んでいた。
就職活動で46社に落ちた後、1997年にナムコに入社。その後本格的に曲作りを始める。
2005年、ゲーム『テイルズ オブ レジェンディア』で初めてRPGの音楽を手がける。新日本フィルハーモニー交響楽団による演奏を取り入れるなど、従来のテイルズ オブ シリーズのイメージとはまた違った雰囲気の作品となった。シリーズでは異色作と評価されることも多いが、音楽は高い評価を得ており、ゲーム音楽のコンサート「PRESS START 2009」で同作の「melfes〜輝ける青」が曲目の1つに選ばれた。同作以降もシリーズ作品に何度かかかわっている。
2010年、ゲーム『ゴッドイーター』（および同作のバージョンアップ版『ゴッドイーター バースト』）で作曲を担当。同作の挿入歌「神と人と (Vocal Ver.)」は日本のメディアとしては唯一「Hollywood Music in Media Awards 2010」にノミネートされた。
2011年、TVアニメ『THE IDOLM@STER』にて作中の一部楽曲の作曲を担当。また、劇場アニメ『桜の温度』にて音楽制作を担当し、アニメーション作品の音楽制作にも関わるようになる。平尾隆之監督作品、ufotable制作作品への参加が多い。ufotable作品では、映像に合わせて音楽を制作する「フィルムスコアリング方式」で制作を行っている。
2017年9月29日、バンダイナムコスタジオを退社し、フリーとなる。

## 作風
「『間違っている』と指摘される」ことや「海外でのチェックが大変」という理由から、曲中に架空言語を取り入れることがある。その一方で、『ミスタードリラー ドリルランド』の「DAYS」や『テイルズ オブ レジェンディア』の「蛍火」など、架空言語でない作詞も行う。

## 受賞歴
- 第44回日本アカデミー賞 最優秀音楽賞（『劇場版 鬼滅の刃 無限列車編』、梶浦由記と共同）[14]

## 作品

### ゲーム
1998年
- ハンマーチャンプ
- SUPERワールドスタジアム'98
- ザ・ビンゴショー

1999年
- エースコンバット3 エレクトロスフィア（「Quartz」「Liquid Air」「Revelation」）
- クイック&クラッシュ
- ミスタードリラー

2001年
- ミスタードリラーグレート
- 風のクロノア2 〜世界が望んだ忘れもの〜（「MIRAGE」「LIGHTNING BUG」「LIGHTNING MOO」）

2002年
- 太鼓の達人3（「風雲!バチお先生」「虹色・夢色・太鼓色」、作編曲「太鼓の達人・愛のテーマ」作編曲・作詞）
- ミスタードリラー ドリルランド

2003年
- 太鼓の達人 あっぱれ三代目（「MEKADON〜宇宙に消えたメカ太鼓〜」）
- MotoGP3（2003年）

2004年
- 鉄拳5&鉄拳 DARK RESURRECTION（2004年&2006年、「Snow Castle」「Sunrise」「Slide」「Dancing Fate」）

2005年
- THE IDOLM@STER（「太陽のジェラシー」「蒼い鳥」「月下祭 〜la festa sotto la luna〜」作編曲）
- テイルズ オブ レジェンディア（オープニング「TAO」除く）

2006年
- プロ野球 熱スタ2006（オープニング曲）
- 今日からマ王!はじマりの旅

2007年
- テイルズ オブ ファンダム Vol.2（オープニング曲、エンディング曲）
- 今日からマ王!眞マ国の休日
- 鉄拳6（アーケード版：2007年）（Xbox 360&PS3版：2009年）「Arisa」「G 〜Blast ver.〜」

2008年
- 太鼓の達人11（「拝啓、学校にて・・・」作編曲・作詞）
- テイルズ オブ ヴェスペリア（スペシャルサンクス）

2009年
- テイルズ オブ ザ ワールド レディアント マイソロジー2（一部の戦闘曲を担当）
- テイルズ オブ バーサス（「勝利を求めて」「THEME OF BATTLE」のアレンジを担当）
- THE IDOLM@STER Dearly Stars（「ALIVE」作編曲）
- 突撃!合戦スタジアム（一部の音楽を担当）

2010年
- ゴッドイーター
- エースコンバットX2 ジョイントアサルト（「In The Zone」「For Us All」など）
- ゴッドイーター バースト

2011年
- テイルズ オブ ザ ワールド レディアント マイソロジー3（「Vital garden」※他の曲は、原作または前作からの流用）
- 鉄拳タッグトーナメント2（「Snow Castle Mundus Arrange」）

2012年
- 太鼓の達人（「迅風丸」）
- エースコンバット3D クロスランブル
- テイルズ オブ ザ ワールド タクティクス ユニオン（「懐かしい夢」作曲）

2013年
- ゴッドイーター2

2014年
- ゴールデンタイム Vivid Memories（「コトノハ」「遠まわりの道」「いいんじゃない？」作曲）
- アイドルマスター ワンフォーオール（「細氷」作編曲）
- テイルズ オブ ザ ワールド レーヴ ユナイティア（「光る闇」作編曲）

2015年
- テイルズ オブ ゼスティリア（桜庭統と共同）

2017年
- 鉄拳7（家庭用版：「DUOMO DI SIRIO 1st」「DUOMO DI SIRIO 2nd」）
- テイルズ オブ ザ レイズ（桜庭統、櫻井えりこ、中村和宏と共同）
- レイヤードストーリーズ ゼロ（北谷光浩、藤田裕行と共同）
- アイドルマスター ステラステージ（「Blooming Star」作編曲）

2018年
- ゴッドイーター3

2019年
- SOUND VOLTEX VIVID WAVE（「雲海」作編曲）
- 夢現Re:Master（「懐かしい街」作曲）
- CODE VEIN
- VARIOUS DAYLIFE

2020年
- 陰陽師（「光影」作詞作曲）
- アークナイツ（「Tower Fierce」等作曲）

2021年
- ウマ娘プリティーダービー（「宝塚記念競走（ファンファーレ）」作曲）
- 9-nine-（「InFINITE Line」作編曲）
- テイルズ オブ ルミナリア

2022年
- オリエント・アルカディア（「約束は東の地へ」作編曲）
- ハーヴェステラ

2023年
- シン・クロニクル（「剣志」作曲）

2024年
- 星になれ ヴェーダの騎士たち（「絶望の女神」「Goddess of Despair」作曲）
- 鉄拳8（「Colosseum(Normal)」「Colosseum(Climax)」作曲）
- 学園アイドルマスター（「小さな野望」作曲,編曲）

### アニメ
2011年
- THE IDOLM@STER（2011年 - 2012年：「蒼い鳥（TV ARRANGE）」「Happy Christmas」作曲）
- 桜の温度

2012年
- ギョ
- 京騒戯画 第二弾

2013年
- 京騒戯画（テレビアニメ）
- 魔女っこ姉妹のヨヨとネネ

2014年
- 失われた未来を求めて（羽鳥風画、菊谷知樹、松田彬人と共同）
- テイルズ オブ ゼスティリア 〜導師の夜明け〜

2015年
- ゴッドイーター

2016年
- Dimension W（藤澤慶昌と共同）
- テイルズ オブ ゼスティリア ザ クロス（桜庭統と共同）

2017年
- アニメギルド OPアニメーション
- 十二大戦
- レイヤードストーリーズ ゼロ（BGM・作詞（複数人と共同）、主題歌「throw together」作曲 、「preghiera」作曲 、「方舟」作曲）
- Fate/Grand Order × 氷室の天地 〜7人の最強偉人篇〜

2018年
- 衛宮さんちの今日のごはん
- 叛逆性ミリオンアーサー

2019年
- 鬼滅の刃（梶浦由記と共同）

2020年
- 劇場版 鬼滅の刃 無限列車編（梶浦由記と共同）

2021年
- 鬼滅の刃 遊郭編（梶浦由記と共同）

2022年
- 永遠の831

2023年
- 鬼滅の刃 刀鍛冶の里編（梶浦由記と共同）
- ひきこまり吸血姫の悶々

2025年
- 劇場版 鬼滅の刃 無限城編 第一章（梶浦由記と共同）

### 舞台
- 十二大戦（2018年）

### 楽曲
2003年
- 狩人「ASHTRAY&CIGARETTE」（編曲）

2006年
- esteem label 1stアルバムEGOIST（「ardore」作曲・編曲）

2007年
- THE IDOLM@STER MASTER ARTIST 07 三浦あずさ（「隣に…」作曲・編曲）

2008年
- Echoes of War（アレンジャーとして参加）

2010年
- THE IDOLM@STER MASTER ARTIST 2 -FIRST SEASON- 05 如月千早（「眠り姫」作曲・編曲）

2012年
- THE IDOLM@STER CINDERELLA MASTER 004 高垣楓（「こいかぜ」作曲・編曲）
- Hasta La Vista（「Hasta La Vista」作曲）

2013年
- Dear Darling（「旅人」作曲）
- 虹の約束（「虹の約束」作曲・作詞協力、「Dear My Wish」作曲）

2014年
- little legacy（「little legacy」「Hasta La Vista - Blanco llama ver. -」「月下祭 〜la festa sotto la luna〜 - Plenilunio 2014 ver. -」作曲）

2015年
- THE IDOLM@STER MASTER ARTIST 3 07 如月千早（「細氷（M@STER VERSION）」作曲・編曲）

2016年
- Words of GRACE（「オーロラの音」作曲）

2018年
- THE IDOLM@STER CINDERELLA MASTER こいかぜ -彩-（「こいかぜ -序章-」「こいかぜ -花葉-」「こいかぜ -紺碧-」「こいかぜ（4thLIVE MIX）」作曲・編曲）
- THE IDOLM@STER CINDERELLA GIRLS MASTER SEASONS SPRING!（「未完成の歴史」作曲・編曲）

2019年
- 「竈門炭治郎のうた」（作曲・編曲）

2020年
- THE IDOLM@STAR CINDERELLA MASTAR 055-057 早坂美玲・藤原肇・夢見りあむ（「あらかねの器」作曲・編曲）
- 第71回NHK紅白歌合戦 石川さゆり「天城越え」（編曲）※宮野幸子と共同編曲

2025年
- THE IDOLM@STER CINDERELLA MASTER -COOL SELECTION- 070-072 大石泉・望月聖・ライラ（「メサイア」作曲・編曲）
- Aimer「太陽が昇らない世界」（作曲・編曲）